# Stay the Night (Billy Ocean)
Stay the Night è un singolo estratto dall'album City Limit del cantautore trinidadiano Billy Ocean. Fu pubblicato nel 1980 come seguito del suo altro singolo di successo Are You Ready. Il brano fu reinterpretato da vari artisti, tra i quali La Toya Jackson.

## Versione di LaToya Jackson
Stay the Night è il primo singolo estratto dall'album My Special Love della cantautrice e ballerina statunitense La Toya Jackson. Fu pubblicato nel 1981.

### Descrizione
Il brano fu prodotto da Ollie E. Brown, che lavorò su gran parte dell'album My Special Love. Il testo fu leggermente riscritto per adattarlo al genere dalla versione di Ocean. Uscì nei formati 7" e 12", con Camp Kuchi Kaiai come lato B.
Camp Kuchi Kaiai è una delle due canzoni che la cantante scrisse in collaborazione con la sorella  Janet Jackson; l'altra è Lovely Is She, contenuta nell'album precedente di LaToya.
Stay the Night conquistò la 31ª posizione nella classifica dei singoli soul di Billboard.
La cantante presentò la canzone in anteprima dal vivo durante la puntata del programma televisivo Soul Train del 10 ottobre 1981.